# Nuit sans fin (Kanso)
 (décembre 2024).
La mise en forme du texte ne suit pas les recommandations de Wikipédia : il faut le « wikifier ».
Les points d'amélioration suivants sont les cas les plus fréquents. Le détail des points à revoir est peut-être précisé sur la page de discussion.
- Les titres sont pré-formatés par le logiciel. Ils ne sont ni en capitales, ni en gras.
- Le texte ne doit pas être écrit en capitales (les noms de famille non plus), ni en gras, ni en italique, ni en « petit »…
- Le gras n'est utilisé que pour surligner le titre de l'article dans l'introduction, une seule fois.
- L'italique est rarement utilisé : mots en langue étrangère, titres d'œuvres, noms de bateaux, etc.
- Les citations ne sont pas en italique mais en corps de texte normal. Elles sont entourées par des guillemets français : « et ».
- Les listes à puces sont à éviter, des paragraphes rédigés étant largement préférés. Les tableaux sont à réserver à la présentation de données structurées (résultats, etc.).
- Les appels de note de bas de page (petits chiffres en exposant, introduits par l'outil «  Source ») sont à placer entre la fin de phrase et le point final[comme ça].
- Les liens internes (vers d'autres articles de Wikipédia) sont à choisir avec parcimonie. Créez des liens vers des articles approfondissant le sujet. Les termes génériques sans rapport avec le sujet sont à éviter, ainsi que les répétitions de liens vers un même terme.
- Les liens externes sont à placer uniquement dans une section « Liens externes », à la fin de l'article. Ces liens sont à choisir avec parcimonie suivant les règles définies. Si un lien sert de source à l'article, son insertion dans le texte est à faire par les notes de bas de page.
- La présentation des références doit suivre les conventions bibliographiques. Il est recommandé d'utiliser les modèles {{Ouvrage}}, {{Chapitre}}, {{Article}}, {{Lien web}} et/ou {{Bibliographie}}. Le mode d'édition visuel peut mettre en forme automatiquement les références.
- Insérer une infobox (cadre d'informations à droite) n'est pas obligatoire pour parachever la mise en page.

Pour une aide détaillée, merci de consulter Aide:Wikification.
Si vous pensez que ces points ont été résolus, vous pouvez retirer ce bandeau et améliorer la mise en forme d'un autre article.
Pour l’article homonyme, voir Nuit sans fin.
Nuit sans fin est un tableau réalisé en 1982 par Nabil Kanso à la peinture à l'huile mesurant 2,25 × 3 mètres. Cette œuvre fait partie d'une série de tableaux de l'artiste en réaction à la Guerre du Liban. Le tableau représente les ravages de la guerre,.
La composition de l'œuvre semble diviser la toile en deux zones qui distinguent à gauche une masse de silhouettes impuissantes et tourmentées, et en haut à droite un groupe de témoins complaisants dans une posture rigide. Le point focal semble se situer entre ces deux sections en opposition l'une avec l'autre, au niveau de la ligne horizontale se situant elle-même à mi-distance. Cela crée une variation de la mise au point qui se déplace d'une côté puis de l'autre pour disperser l'attention vers divers endroits de la toile. Les tourbillons de teintes sombres émanant des brasiers des lieux incendiés dans l'arrière-plan renforcent la tension dramatique, et accentuent les interactions entre obscurité et lumière. Les critiques interprètent : « Une palette sombre tendant vers le brun est enflammée par des teintes fortement contrastées. Un orange criard illumine la Nuit sans fin, dans laquelle des personnages aux visages masqués, debout sur un parapet, témoignent avec stupeur de la souffrance des gens et des animaux en contrebas. »